# Mangrovezwergfischer

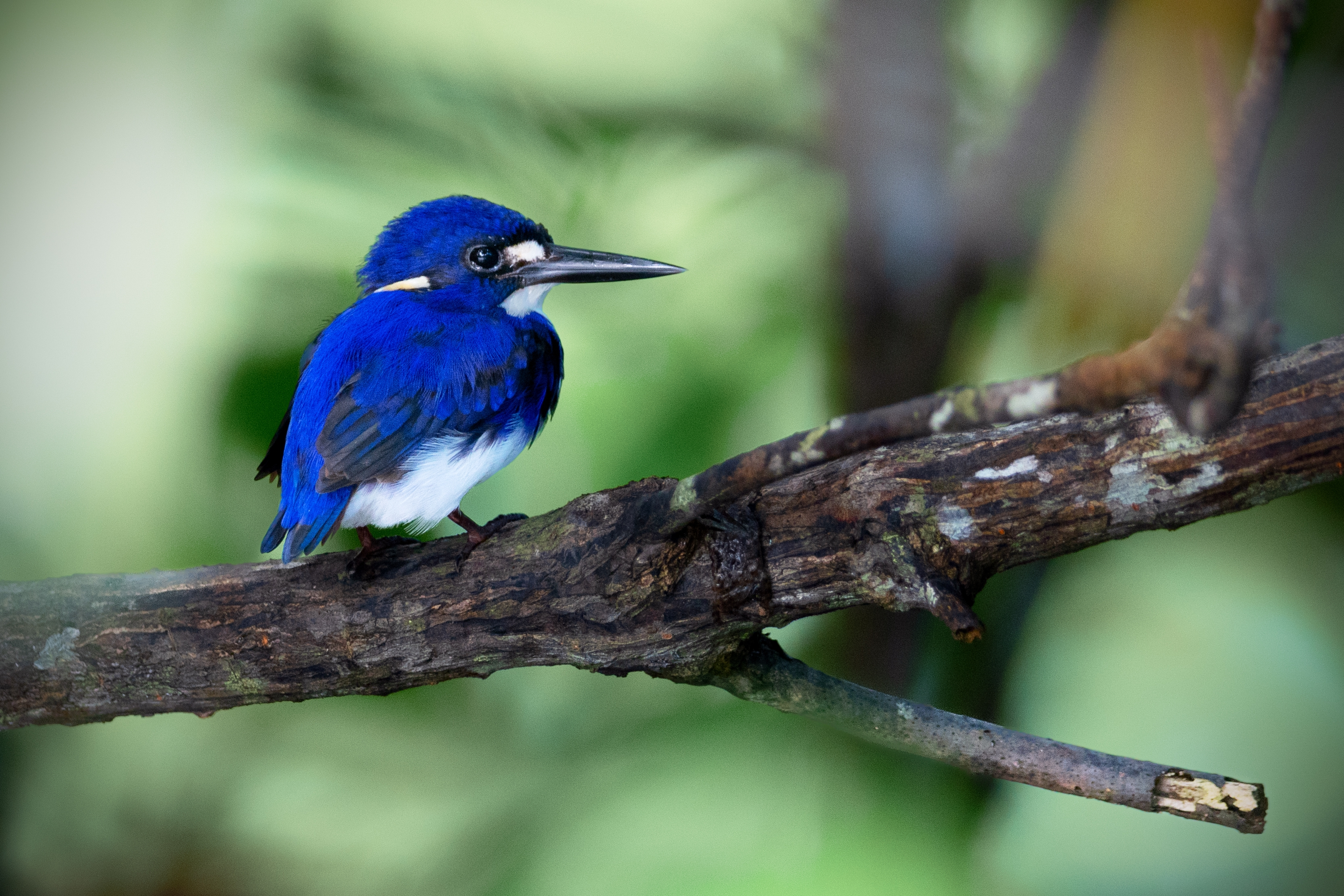
Mangrovezwergfischer auf Neuguinea

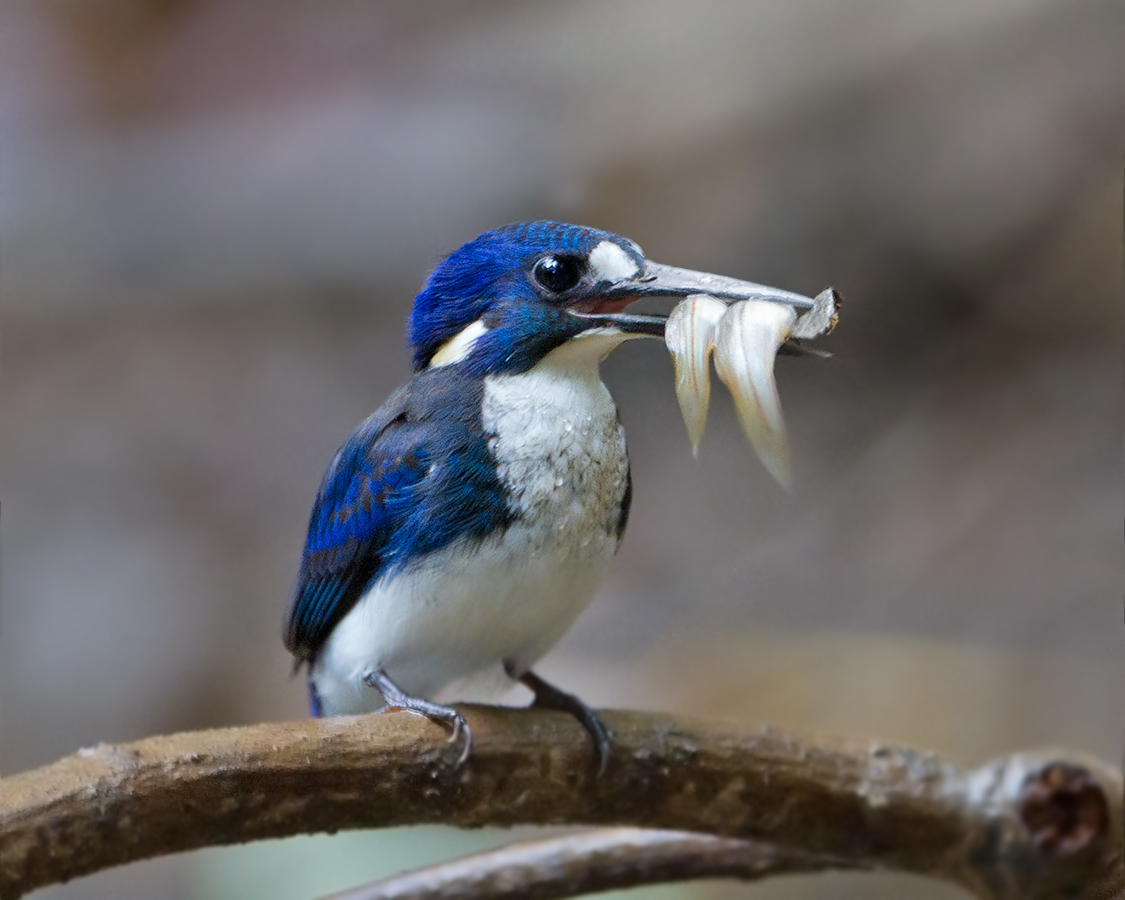
Mangrovezwergfischer mit Beute

Der Mangrovezwergfischer (Ceyx pusillus, Syn.: Alcedo pusillus) ist eine in Australien  und Neuguinea vorkommende Vogelart aus der Familie der Eisvögel (Alcedinidae).

## Merkmale
Der Mangrovezwergfischer erreicht eine Gesamtlänge von ca. 11 Zentimetern und ein Gewicht von 10 bis 14 Gramm. Farblich ähneln sich die Geschlechter. Das Gefieder der Oberseite einschließlich des Kopfes, der Flügel und des kurzen Schwanzes schimmert je nach Lichteinfall von leuchtend azurblau bis zu dunkelblau. Zwischen Schnabelansatz und Auge sowie am Hals befindet sich jeweils ein weißer Fleck. Die gesamte Unterseite ist ebenfalls weiß. Der lange kräftige Schnabel sowie Beine und Füße sind dunkelgrau. Die Iris ist schwarz.

## Verbreitung, Unterarten und Lebensraum
Mangrovezwergfischer kommen im Norden Australiens sowie auf Neuguinea einschließlich der Salomon-Inseln sowie des Bismarck-Archipels vor. Die  Art bewohnt lichte Wälder, und Mangrovensümpfe. Die Höhenverbreitung reicht vom Meeresspiegel bis auf 750 Meter. Folgende Unterarten werden geführt:
- Ceyx pusillus pusillus, Nordosten der Kap-York-Halbinsel und Westen von Neuguinea
- Ceyx pusillus laetior, Norden von Neuguinea
- Ceyx pusillus ramsayi, Westen der Kap-York-Halbinsel
- Ceyx pusillus  halli, Far North Queensland
- Ceyx pusillus masauji, Osten des Bismarck-Archipels
- Ceyx pusillus bougainvillei, nördliche Salomon-Inseln
- Ceyx pusillus halmaherae, Halmahera
- Ceyx pusillus richardsi, zentrale Salomon-Inseln
- Ceyx pusillus aolae, Guadalcanal

## Lebensweise
Der Mangrovezwergfischer ernährt sich von kleinen Fischen, Krebstieren, Insektenlarven und Wasserkäfern. Er wartet lautlos auf einem Ast in der Nähe des Wassers, bis er eine geeignete Beute entdeckt, stürzt sich dann ins Wasser und kehrt anschließend direkt zum Ausgangsplatz zurück.
Die Paarungszeit der Vögel reicht in Queensland von Oktober bis März, im Northern Territory liegt sie im Februar, in Papua-Neuguinea dauert sie von Januar bis April. Das Nest wird meist in kleinen Erdhöhlen an Uferhängen eines Flusses angelegt. Zuweilen wird es in einer verrottenden Wurzel eines Mangrovenbaums oder in einem verlassenen Termitenhügel platziert. Ein schmaler Gang führt zu einer Kammer, in die das Weibchen vier bis fünf Eier legt. Beide Eltern füttern die Jungen zunächst innerhalb und später auch außerhalb des Nestes, bis sie selbständig sind.

## Gefährdung
Die Populationen des Mangrovezwergfischers sind zwar rückläufig, dennoch wird die Art von der Weltnaturschutzorganisation IUCN als „least concern = nicht gefährdet“ geführt.